# Entosthodon acidotus
Entosthodon acidotus är en bladmossart som beskrevs av C. Müller 1851. Entosthodon acidotus ingår i släktet koppmossor, och familjen Funariaceae. Inga underarter finns listade i Catalogue of Life.